# Altirhinus kurzanovi
Altirhinus kurzanovi (родова назва означає «високий ніс») — вид птахотазових динозаврів надродини Гадрозавроїди (Hadrosauroidea). Відомий з раннього крейдяного періоду Монголії. Всі скам'янілості цього динозавра були знайдені в 1981 році спільною радянсько-монгольською експедицією в геологічній формації Хухтек (Khukhtek, на території Східно-Гобійського аймака. Khukhtek датується віком 125—100 млн років і відноситься до відкладень альбського та аптського ярусів нижнього відділу крейдової системи.

## Опис
Ці динозаври були травоїдними й пересувалися на двох ногах під час бігу або ходьби, опускаючись на чотири ноги для годування. Згідно з початковим описом, розмір тіла становив 8 метрів від кінчика морди до кінчика хвоста. У 2010 році Gregory С. Paul змінив оцінку довжини до 6,5 метрів, при вазі 1,1 т. Череп завдовжки 760 мм, він відрізняється широким ротом і високою аркою у верхній частині морди, через яку динозавр і отримав свою назву «Високий ніс».

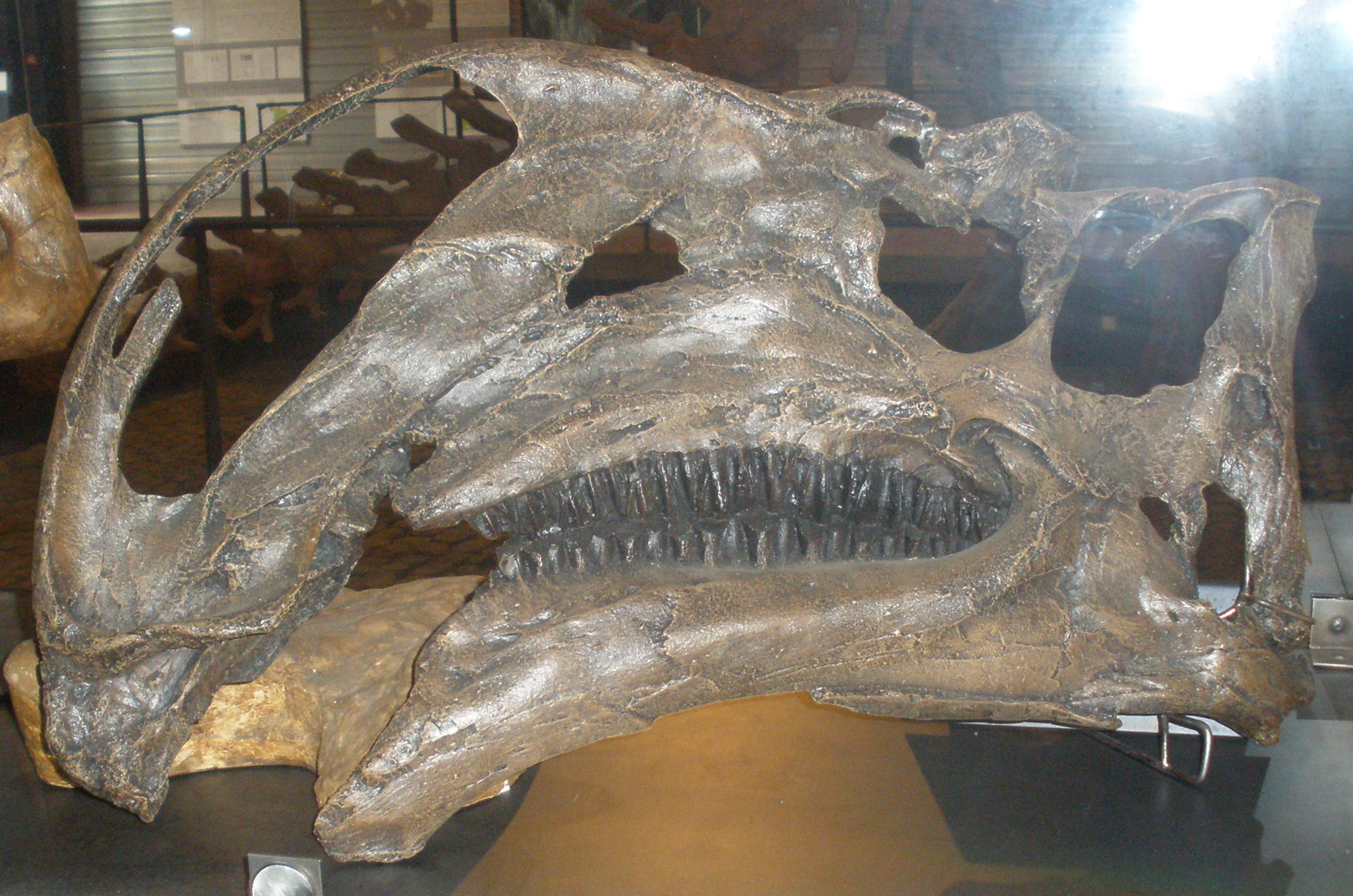
Череп Altirhinus

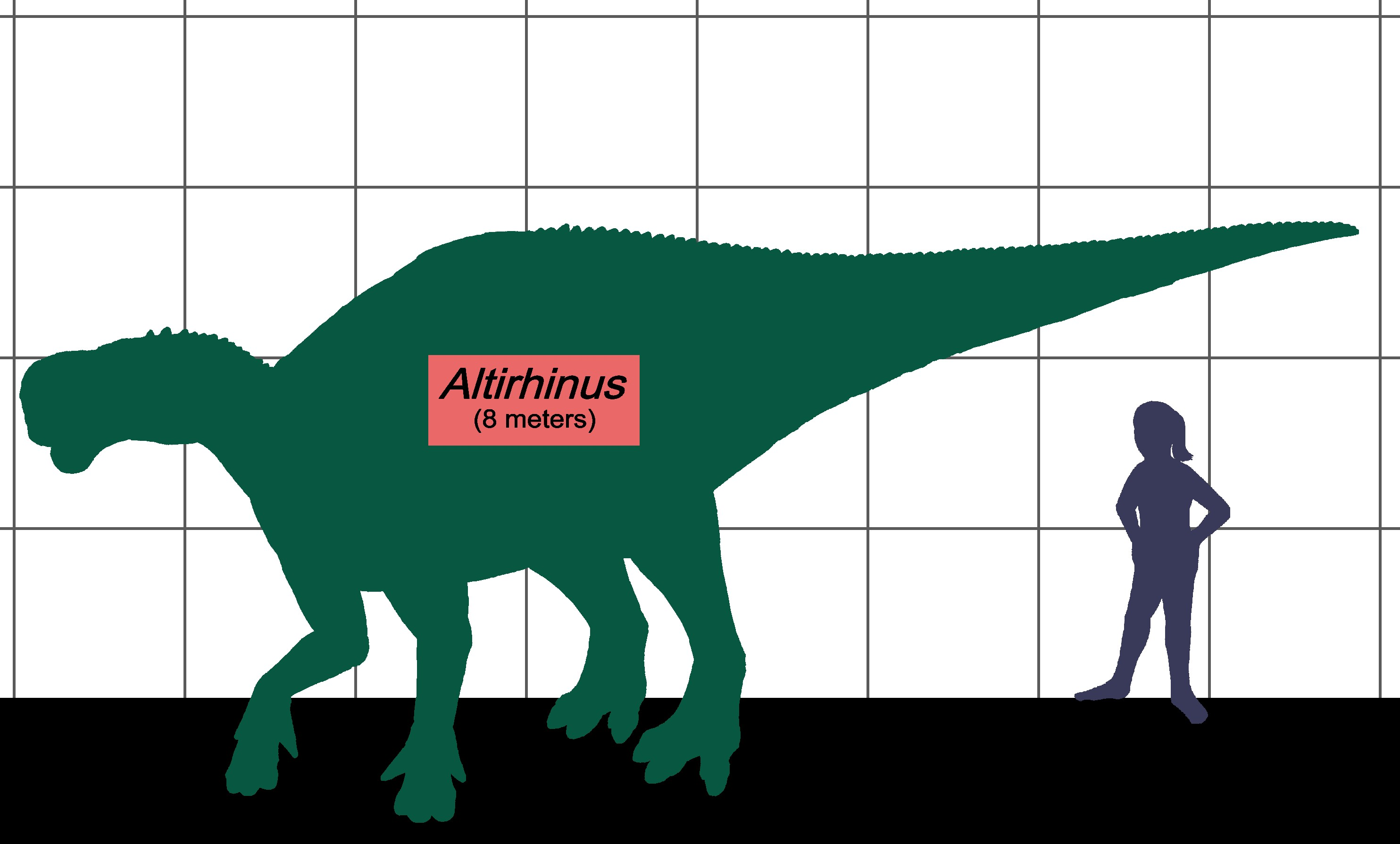
Порівняння розмірів динозавра з розмірами людини

Кінцівки цікаві тим, що як і у більшості ігуанодонтид задні ноги довші й добре пристосовані для підтримки ваги тіла, в той час як передні кінцівки мають своєрідні «руки», з щільно зростаючими пальцями, які мають нарости у вигляді копит. Це означає, що тварина мала змогу як до двоногого, так і до чотириногого пересування, проте невідомо, скільки часу вона могла проводити в кожному з цих положень. Деякі реконструкції зображують ігуанодонтид, як двоногих тварин, що опускаються на коліна, щоб поїсти низькорослі рослини. Інші реконструкції розглядають їх як чотириногих, які балансують на задніх лапах щоб дістати високо зростаючі листя. Який варіант ближче до істини залежить від фактичної поведінки живого динозавра, про який ми можемо на даний момент тільки здогадуватися. Точно відомо, що Altirhinus, як і його родичі, міг швидко рухатися на двох ногах, щоб втекти від хижаків, але як довго він міг бігти залишається невідомим.
У той час, як три середніх пальця на передніх кінцівках (пальці II, III, IV) були дуже товстими і можливо здатними переносити вагу тварини, зовнішні пальці (пальці I і V) були трохи видозмінені. Перший палець мав довгий гострий шип, схожий на такий у ігуанодона. Крім захисту, такий шип можна було використовувати для руйнування оболонок насіння або плодів. П'ятий палець був дещо протиставлений іншим і можливо використовувався для захоплення їжі.
Є велика діастема або розрив між кератиновим дзьобом у передній частині рота й основними жувальними зубами. Це дозволяє двом секціям зубів працювати незалежно: динозавр міг зривати дзьобом рослини і пережовувати їх одночасно. Багато травоїдних ссавців мають аналогічну адаптацію, і можуть зрізати їжу різцями, при цьому продовжуючи жувати молярами.
Altirhinus був одним із прогресивних ігуанодонтид з мордами, що розширюються до кінця. Така ознака, наприклад, паралельно розвинулася у багатьох травоїдних ссавців з різних родин. Сучасні корови, коні й білі носороги мають широкі морди, як і всі тварини, що пасуться. Випас відбувається на рівні землі, тож якщо розширені морди Altirhinus з родичами були адаптацією до випасу, це також може пояснити й інші зміни передніх кінцівок для того, щоб перемістити голову ближче до землі.
Характерна арочна морда була сформована в першу чергу з носових кісток. Для неї було запропоновано безліч різних функцій. Тут, можливо, були розміщені тканини, які могли охолоджувати кров, зберігати воду, чи посилювати нюх. Можливо також, що така структура використовувалася для сприяння контактам і посилення вокалізації або для візуальної демонстрації. Оскільки знайдено всього два черепа, можливо, що арочна морда зустрічається тільки у особин однієї статі, у такому випадку вона могла використовуватися для сексуальної демонстрації, як у сучасних морських слонів.